# 福山桜子
福山 桜子（ふくやま さくらこ、9月10日 - ）は、日本の劇作家、演出家、映画監督。アクティング・コーチ。立教大学講師。

## 経歴・人物
東京都生まれ。ニューヨーク・東京在住。
東京都世田谷区鷗友学園女子高等学校卒業。立教大学文学部日本文学科卒業。
小劇場で劇作家・演出家として活動。日生劇場、青山劇場などで上演されるミュージカル、デヴィッド・ルヴォー率いるT.P.T.（Theater Projecut Tokyo:シアタープロジェクト・トーキョー）などの演出スタッフとして舞台業界にて活動。
三谷幸喜のもと、フジテレビドラマ『子供、ほしいね』にてテレビ脚本デビュー。
1990年代に渡米。渡米後、ニューヨークにて舞台作品に携わり、『February』『Non-Fiction』『LINK』などのオフ・ブロードウェイ公演の劇作・演出を行う。
2010年5月、日本での活動再開。映像業界では映画、CM、PV、TV番組、ドキュメンタリーなど、構成、脚本、演出。
2012年8月25日公開の角川映画『愛を歌うより俺に溺れろ!』で、日本映画監督デビュー。
アクティング・コーチとして、ドラマ/映画/舞台に向けた具体的なシーンの役作り、オーディションへ向けてのエクササイズなども行っている。1997年 - NYにてD-Man Production Acting Workshopにおいて演技コーチング。2010年 - 日本にて、プライベート・ワークショップ、芸能プロダクション、教育機関、作品への参加を開始。2012年 - ミュージカル・アカデミー（一般社団法人映画演劇文化協会：旧・東宝ミュージカルアカデミー）演技クラス担当。
2009年より立教大学講師。専門は非言語（ノンバーバル）コミュニケーション。

## 主な活動

### TV
- フジテレビ『子供、ほしいね』脚本

### 映画
- 2012年 『愛を歌うより俺に溺れろ!』[1]脚本・監督
- 2013年 『カノジョは嘘を愛しすぎてる』演技指導。
- 2013年7月6日 『GOGO♂イケメン5』脚本・監督。主演：BOYFRIEND
- 2015年10月31日 『サイドライン』脚本・監督(オリジナル作品）。主演：超特急、出演：浅見れいな、舘形比呂一、チャド・マレーン、岩崎未来、福田麻由子（友情出演）、真琴つばさ、山崎銀之丞
- 『ロスト・イン・トランスレーション』ボイス・オーバー

### その他映像
- Gucci×AneCan5周年スペシャル・ショートムービー『LADY G』脚本／演出／出演：押切もえ、蛯原友里、高垣麗子ほか
- 石岡瑛子／助手／ニューヨーク
- フジテレビ『Be New Yorker』諸星和己／構成・演出／ニューヨーク
- ショートフィルム『Park Afternoon』脚本／ニューヨーク
- フジテレビ『NY語』脚本／ニューヨーク

### 舞台
- 新国立劇場こつプロ第二期『７ストーリーズ』（2022年）翻訳／演出、原作：モーリス・パニッチ
- 『Fate/Grand Order THE STAGE -冠位時間神殿ソロモン-』(2020)　 脚本／演出／作詞、原作：「Fate/Grand Order」
- 『ヘドウィグ・アンド・アングリーインチ』（2019年・日本版公演）　翻訳／演出　出演：浦井健治、アヴちゃん（女王蜂 (バンド)）
- 『Black Sheep』(2019)　 脚本／演出、出演：井出卓也[2]
- 『Fate/Grand Order THE STAGE--絶対魔獣戦線バビロニア-』(2019)　 脚本／演出／作詞、原作：「Fate/Grand Order」
- 『Fate/Grand Order THE STAGE-神聖円卓領域キャメロット-』(2017)　 脚本／演出／作詞、原作：「Fate/Grand Order」
- 『ミュージカル黒執事〜The Most Beautiful Death in The World〜千の魂と堕ちた死神 再演』(2013) 構成／演出、主演：松下優也、原作：枢やな「黒執事」、脚本：岡田麿里、作詞：森雪之丞、音楽：岩崎琢、振付：MIKIKO、美術：島川とおる
- 小学館CanCam30周年×AneCan5周年ダンシングファッションイベント『Canコレ！』演出／振付：MIKIKO：2012年2月26日／出演：押切もえ、蛯原友里、高垣麗子、舞川あいく、安座間美優ほか、CanCam×AneCanモデル・オールスターキャスト
- 『ミュージカル黒執事 - 千の魂と堕ちた死神 -』(2010)構成・演出[3]、主演：松下優也、原作：枢やな「黒執事」、脚本：岡田麿里、作詞：森雪之丞、音楽：岩崎琢、振付：MIKIKO、美術：島川とおる
- 諸星和己 ニューヨークライブat B.B.KING／ニューヨーク
- 芸術監督・デービッド・ルヴォー、プロデューサー・門井均／シアター・プロジェクト・オブ・トーキョー(T.P.T.)／演出部
- 主演／演出・小堺一機『小堺クンのおすましでSHOW』／構成・演出助手
- 主演／沢田研二、荻野目慶子　『ザ・近松』／演出・大谷亮介／脚本・横内謙介
- 三谷幸喜と東京サンシャインボーイズ／演出助手
- シェークスピア物語 〜真実の恋〜（2016年12月 - 2017年1月、KAAT神奈川芸術劇場・梅田芸術劇場メインホール・中日劇場）／ 脚本・上演台本 ※ 元生茂樹と共同[4]
- 『February』脚本／サンフォード・マイズナー・シアター／ニューヨーク
- 『NONFICTION』脚本／演出：ニューヨーク
- 『LINK』脚本／演出／NYサンフォード・マイズナー・シアター／ニューヨーク
- 『BLACK LIVE』(2021)　 総合演出、原作：「ブラックスター -Theater Starless-」
- 『BLACK TOUR』(2021)　 総合演出、原作：「ブラックスター -Theater Starless-」
- 『BLACK LIVE II』(2022)　 総合演出、原作：「ブラックスター -Theater Starless-」

### 講師
- 立教大学異文化コミュニケーション学部・1年次基礎演習（必修）・ノンバーバルコミュニケーション・ワークショップ／2009 - 2012
- 立教大学異文化コミュニケーション学部・専門課程・『非言語コミュニケーション論』『非言語コミュニケーション演習』／2012
- 立教大学全学部共通カリキュラム・『舞台は楽し』『見ための力』など

### 著書
- 2015年11月 小学館 小説『サイドライン』。映画『サイドライン』（脚本・監督）をノベライズし、サイドストーリーを多く取り込む。

### 寄稿
- 小学館『AneCan』『LADY JIJI』／連載（世界時事）／2011 - 2013
- 小学館『AneCan』『コミュ力サプリ』／連載（コミュニケーション）／2013 - 2014
- 小学館『AneCan』『もえドラ！』／連載フォトドラマ/脚本・構成/2012年2月号 - 4月号／主演：押切もえ、斉藤工
- 小学館 小説『サイドライン』／2015年10月公開超特急主演映画ノベライズ小説

朝日新聞社『AERA ENGLISH』、マガジンハウス『BRUTUS』、『Casa BRUTUS』、『anan』